# Serra Leoa na Universíada de Verão de 2021
A Serra Leoa participou da Universíada de Verão de 2021, que aconteceu em Chengdu, na China, entre 28 de julho e 8 de agosto de 2023.
A delegação teve três atletas — um masculino e dois femininos — em duas modalidades olímpicas.

## Competidores
Estas foram as modalidades e atletas que disputaram a edição:
| Esporte   | Masculino | Feminino | Total |
| --------- | --------- | -------- | ----- |
| Atletismo | 1         | 1        | 2     |
| Natação   | 0         | 1        | 1     |
| Total     | 1         | 2        | 3     |

## Desempenho

### Atletismo
Masculino
Provas de pista
| Atleta       | Evento | Primeira fase | Primeira fase | Semifinal   | Semifinal   | Final       | Final       | Ref.  |
| Atleta       | Evento | Resultado     | Pos.          | Resultado   | Pos.        | Resultado   | Pos.        | Ref.  |
| ------------ | ------ | ------------- | ------------- | ----------- | ----------- | ----------- | ----------- | ----- |
| Amadu Kondeh | 100m   | 11.62         | 56            | Não avançou | Não avançou | Não avançou | Não avançou | [ 3 ] |
| Amadu Kondeh | 200m   | DNS           | DNS           | Não avançou | Não avançou | Não avançou | Não avançou | [ 4 ] |

Feminino
Provas de pista
| Atleta        | Evento | Primeira fase | Primeira fase | Semifinal   | Semifinal   | Final       | Final       | Ref.  |
| Atleta        | Evento | Resultado     | Pos.          | Resultado   | Pos.        | Resultado   | Pos.        | Ref.  |
| ------------- | ------ | ------------- | ------------- | ----------- | ----------- | ----------- | ----------- | ----- |
| Sonita Kamara | 100m   | 12.49         | 38            | Não avançou | Não avançou | Não avançou | Não avançou | [ 5 ] |
| Sonita Kamara | 200m   | 25.70         | 40            | Não avançou | Não avançou | Não avançou | Não avançou | [ 6 ] |

### Natação
Feminino
| Atleta     | Evento     | Eliminatória | Eliminatória | Semifinal   | Semifinal   | Final       | Final       | Ref.  |
| Atleta     | Evento     | Tempo        | Pos.         | Tempo       | Pos.        | Tempo       | Pos.        | Ref.  |
| ---------- | ---------- | ------------ | ------------ | ----------- | ----------- | ----------- | ----------- | ----- |
| Ruth Turay | 50m costas | DNS          | DNS          | Não avançou | Não avançou | Não avançou | Não avançou | [ 7 ] |

Legenda
| Recorde mundial      | Recorde mundial (World record)               |                       | Recorde africano                      | Recorde africano (African) |                                           | Q | Classificado por posição (Qualified) |
| Recorde olímpico     | Recorde olímpico (Olympic record)            | Recorde da América    | Recorde da América (Americas)         | q                          | Classificado por melhor tempo (Qualified) |   |                                      |
| Melhor marca do ano  | Melhor marca do ano (World leading)          | Recorde asiático      | Recorde asiático (Asian)              | DNS                        | Não largou (Did not start)                |   |                                      |
| Recorde nacional     | Recorde nacional (National record)           | Recorde europeu       | Recorde europeu (European)            | DNF                        | Não terminou (Did not finish)             |   |                                      |
| Recorde pessoal      | Recorde pessoal do atleta (Personal best)    | Recorde da Oceania    | Recorde da Oceania (Oceania)          | DSQ / DQ                   | Desclassificado (Disqualified)            |   |                                      |
| Recorde da temporada | Recorde da temporada do atleta (Season best) | Recorde sul-americano | Recorde sul-americano (South America) | NM                         | Sem marca (No mark)                       |   |                                      |